# 홍빈 (1993년)
홍빈(본명: 이홍빈, 1993년 9월 29일~)은 대한민국의 보이 그룹 《빅스》의 서브 래퍼 겸 서브 보컬리스트 등을 맡고 있었고, 지난날의 《빅스》의 멤버였으며, 작사가였다. 그는 훗날 배우로도 활동했다.

## 음반

### OST
| 앨범                | 발매일          | 수록곡                                |
| ------------------- | --------------- | ------------------------------------- |
| 리갈하이 OST Part 6 | 2019년 3월 22일 | 1. 꿈을 그린다 2. 꿈을 그린다 (Inst.) |

### 콜라보레이션
| 앨범                                 | 발매일          | 가수       | 수록곡                     |
| ------------------------------------ | --------------- | ---------- | -------------------------- |
| THE LOVE OF SUMMER : THE PERFORMANCE | 2019년 7월 10일 | 홍빈, 형원 | 1. COOL LOVE (Prod. dress) |

## 가수 외 활동

### 드라마
- 《기분 좋은 날》 (2014년, SBS) - 유지호 역
- 《떴다! 패밀리》 (2015년, SBS) - 이홍빈 역
- 《무림학교》 (2016년, KBS) - 왕치앙 역
- 《얘네들 MONEY?!》 (2016년, 웹드라마) - 진시환 역
- 《수요일 오후 3시 30분》 (2017년, SBS Plus) - 윤재원 역
- 《반짝반짝 들리는》 (2018년, KBS) - 주현성 역
- 《마녀의 사랑》 (2018년, MBN) - 황제욱 역
- 《하늘에서 내리는 일억 개의 별》 (2018년, tvN) - 노희준 역

### 예능
- 《식신로드》 (2012년, K-Star)
- 《더 쇼》 (2015년, SBS MTV) - 고정 MC
- 《인기가요》 (2016년, SBS) - 스페셜 MC
- 《백종원의 3대 천왕》 (2016년, SBS)
- 《대국민 토크쇼 안녕하세요》 (2016년, SBS) - 257회, 297회
- 《불꽃 아이돌 정.대.만》 (2016년, SBS 모비딕)
- 《꽃미남 브로맨스》 (2016년, Mbig TV)
- 《엠카운트다운》 (2017년, M.net) - 스페셜 MC
- 《마스터키》 (2017년, SBS)
- 《정글의 법칙》 (2017년, SBS)
- 《배틀트립》 (2018년, KBS2)
- 《같이 할래? GG》 (2019년, 채널A)
- 《수요미식회》 (2019년, Olive) - 211회

### 뮤직비디오
- 케이윌, 마마무 - 썸남썸녀 (Feat. 휘성) (2014)

## 논란
2020년 3월 1일 인터넷 방송 중 정도를 넘는 일부 시청자와의 마찰과 와전, 논란으로 2020년 5월 1일 활동 중단을 하게 되었고 , 2020년 8월 인터넷 방송 복귀와 함께 끝내 팀에서 탈퇴하였다.

## 같이 보기
- 빅스의 음반 목록
- 빅스의 수상 및 후보 목록